# Gai Minuci Augurí
Gai Minuci Augurí (Caius Minucius Augurinus) va ser un magistrat romà. Formava part de la família Augurí, una branca de la gens Minúcia.
Va ser escollit tribú de la plebs l'any 187 aC. Va imposar una multa a Luci Corneli Escipió Asiàtic el Vell i li va demanar que donés garanties (praedes) de què la pagaria, però Escipió va refusar fer-ho, i Augurí va ordenar el seu empresonament. No obstant la mesura va ser vetada pel seu col·lega Tiberius Sempronius Gracchus, el pare dels Gracs.